# Tetjana Nadirova
Tetjana Pavlivna Nadirova (Oekraïens: Тетяна Павлівна Надирова, Russisch: Татьяна Павловна Надырова; geboortenaam: Захарова; Захарова; Zacharova) (Khristinova, Oblast Tsjerkasy, 29 januari 1951) is een voormalig basketbalspeelster die uitkwam voor het nationale basketbalteam van de Sovjet-Unie.

## Carrière
Nadirova ging in 1967 spelen voor Spartak Noginsk en werd landskampioen van de Sovjet-Unie in 1978. Ze won ook de Ronchetti Cup in 1977 en 1981. Met het nationale team van de Sovjet-Unie haalde ze gouden medailles op de Olympische Spelen in 1976 en 1980. Ook werd ze wereldkampioen in 1975 en 1983.
Ze is afgestudeerd aan het Moskouse Instituut voor Technologie (1976) en is ingenieur-econoom. Ze kreeg verschillende onderscheidingen waaronder de Orde van de Volkerenvriendschap en een Medaille voor Voortreffelijke Prestaties tijdens de Arbeid. Ook kreeg ze de onderscheiding Meester in de sport van de Sovjet-Unie (1976).

## Erelijst
- Landskampioen Sovjet-Unie: 1
  - Winnaar: 1978
  - Tweede: 1976, 1979, 1980, 1981, 1982
  - Derde: 1975, 1977
- Bekerwinnaar Sovjet-Unie: 1
  - Winnaar: 1973
- Ronchetti Cup: 3
  - Winnaar: 1977, 1981, 1982
- Olympische Spelen: 2
  - Goud: 1976, 1980
- Wereldkampioenschap: 1
  - Goud: 1975